# GAVI
GAVI, офіційна назва Gavi, Альянс вакцин (англ. Gavi, the Vaccine Alliance), (раніше Альянс GAVI (англ. GAVI Alliance), а до того Глобальний альянс з вакцин та імунізації (англ. Global Alliance for Vaccines and Immunization)) — це державно-приватне глобальне партнерство в галузі охорони здоров'я з метою розширення доступу до імунізації в бідних країнах. У 2016 році GAVI направив більше половини загальної донорської допомоги на охорону здоров'я та більшу частину донорської допомоги на імунізацію в грошовому вимірі.
GAVI підтримує імунізацію майже половини дітей у світі. Альянс допоміг імунізувати понад 760 мільйонів дітей, запобігши понад 13 мільйонам смертей у всьому світі, сприяючи збільшенню охоплення вакцинацією проти дифтерії в підтриманих країнах з 59 % у 2000 році до 81 % у 2019 році, сприяючи зниженню дитячої смертності вдвічі. Він також прагне покращити економіку вакцин, обговорюючи оптові ціни, підтримуючи цінову дискримінацію та зменшуючи комерційні ризики, з якими стикаються виробники, продаючи вакцини бідним і розробляючи вакцини. Він також надає фінансування для зміцнення систем охорони здоров'я та підготовки медичних працівників у країнах, що розвиваються, хоча ефективність його програм зміцнення системи охорони здоров'я є предметом суперечок.
Разом із Глобальними ініціативами охорони здоров'я (GHI) загалом, GAVI описується як інноваційний, ефективний і менш бюрократичний, ніж багатосторонні державні установи, такі як ВООЗ. Програми GAVI можуть дати кількісні результати в рамках виборчого циклу, що є привабливим для партій, замкнених у виборчому циклі. Один автор описав підхід GAVI до охорони здоров'я як орієнтований на бізнес і технології, з використанням ринково-орієнтованих заходів і пошуком кількісних результатів. GAVI дотримується моделі, яка називається «підхід Гейтса» або підхід американського типу. Він контрастує з підходом, характерним для Алма-Атинської декларації, яка зосереджується на впливі політичних, соціальних і культурних систем на здоров'я.
GAVI сприяє вакцинації в країнах, що розвиваються, співпрацюючи з урядами-донорами, Всесвітньою організацією охорони здоров'я, ЮНІСЕФ, Світовим банком, індустрією вакцин як у промислово розвинутих країнах, так і в країнах, що розвиваються, дослідницькими та технічними агентствами, громадянським суспільством, Фондом Білла і Мелінди Гейтс та іншими приватними філантропами. GAVI має статус спостерігача у Всесвітній асамблеї охорони здоров'я. GAVI критикували за надання приватним донорам більшої односторонньої можливості приймати рішення щодо глобальних цілей охорони здоров'я, що віддає пріоритет новим, дорогим вакцинам, витрачаючи менше грошей і зусиль на розширення охоплення старими, дешевими, завдаючи тим шкоди місцевим системам охорони здоров'я, надто багато витрачаючи на субсидії великим прибутковим фармацевтичним компаніям без зниження цін на деякі вакцини, а також конфлікт інтересів у зв'язку з тим, що виробники вакцин є членами керівної ради. GAVI вжив заходів для вирішення деяких із цих проблем.

## Спонсори
| Донор                              | Надходження |
| ---------------------------------- | ----------- |
| Велика Британія                    | 2,080       |
| Фонд Білла і Мелінди Гейтс         | 1,552       |
| США                                | 1,380       |
| Норвегія                           | 830         |
| Німеччина                          | 773         |
| Франція                            | 549         |
| Канада                             | 410         |
| Італія                             | 401         |
| Нідерланди                         | 301         |
| Австралія                          | 263         |
| Швеція                             | 205         |
| Японія                             | 195         |
| Європейська комісія                | 183         |
| Швейцарія                          | 36          |
| Іспанія                            | 33          |
| Рід Гастінгс і Петті Квіллін       | 30          |
| Росія                              | 28          |
| Саудівська Аравія                  | 23          |
| Південна Корея                     | 22          |
| Анонімний швейцарський фонд        | 22          |
| Фонд "la Caixa                     | 17          |
| Ірландія                           | 17          |
| Данія                              | 15          |
| Lions Club International           | 15          |
| Кувейт                             | 11          |
| Катар                              | 10          |
| Shell International                | 10          |
| TikTok                             | 10          |
| Бразилія                           | 10          |
| Comic Relief                       | 8           |
| Індія                              | 7           |
| Audacious Alliance                 | 6           |
| Red Nose Day Fund                  | 6           |
| Unilever                           | 6           |
| КНР                                | 5           |
| Мухаммад бін Заїд Аль Нагаян       | 5           |
| Нова Зеландія                      | 5           |
| Люксембург                         | 5           |
| LDS Charities                      | 4           |
| Фінляндія                          | 3           |
| Alwaleed Philanthropies            | 3           |
| Фонд Рокфеллера                    | 3           |
| ПАР                                | 3           |
| Girl Effect                        | 2           |
| Оман                               | 2           |
| IFPW                               | 2           |
| Благодійний фонд «China Merchants» | 2           |
| Reckitt Benckiser Group            | 1           |
| Монако                             | 1           |
| Фонд вакцин та імунізації ELMAE    | 1           |
| Ісландія                           | 1           |
| Al Ansari Exchange                 | 1           |
| UPS                                | 1           |
| Колумбія                           | 1           |
| Інші донори                        | 3           |
| Відкладено                         | −714        |
| Загалом                            | 8,804       |

GAVI працює за п'ятирічним циклом фінансування, що дає йому змогу укладати довгострокові угоди з виробниками, упевненим, що фінансування буде доступним.
Після останнього Глобального саміту з питань вакцин у червні 2020 року, який відбувся у Великій Британії, було зібрано 8,8 мільярда доларів США для циклу фінансування з 2021 по 2025 рік; перевищивши цільовий показник у 7,4 мільярда доларів. Ц е включало 2 мільярди доларів від Великої Британії, 1,6 мільярда доларів від Фонду Гейтса та 1 мільярд доларів від Норвегії.
Уряд Великої Британії заявив, що цей раунд фінансування означатиме, що до кінця 2025 року ще 300 мільйонів дітей у країнах з низьким рівнем доходу будуть імунізовані проти хвороб, включаючи кір, поліомієліт і дифтерію. Крім того, фінансування підтримає системи охорони здоров'я, щоб протистояти впливу коронавірусу та підтримувати інфраструктуру, необхідну для проведення майбутньої вакцинації проти COVID-19 у глобальному масштабі.
У період 2016—2020 років, протягом якого GAVI надійшло 9,3 мільярда доларів США, Велика Британія була найбільшим донором, надавши близько 25 % загального фінансування, а Фонд Білла і Мелінди Гейтс (BMGF), США та Норвегія відстали від неї.
Промислово розвинені країни є основними донорами GAVI, надавши приблизно три чверті загального фінансування. Усі уряди-донори представлені в Раді GAVI через систему виборців (тобто одна країна-донор представлятиме кількох донорів у своєму виборчому пулі).
Працівники державного сектору та науковці з охорони здоров'я критикували GAVI та інші глобальні ініціативи в галузі охорони здоров'я з приватним сектором, заявляючи, що вони не мають ні демократичної легітимності, ні спроможності приймати рішення щодо програм громадського здоров'я. Приватним донорам часто легше впливати через державно-приватне партнерство, як наприклад GAVI, ніж через традиційний державний сектор. Існує також критика, що персонал у глобальних ініціативах часто набирається безпосередньо з елітних навчальних закладів, і не має досвіду роботи в системах охорони здоров'я, особливо в бідніших країнах. Деякі офіційні особи ВООЗ приватно критикували GAVI за порушення та послаблення обов'язків ВООЗ.

## Історія та програми
GAVI було створено в 2000 році як наступник «Children's Vaccine Initiative», яка була започаткована в 1990 році. У серпні 2014 року GAVI змінила назву з «GAVI Alliance» і змінила свій бренд на новий логотип, який навмисно нагадує логотипи організацій ООН, але використовуючи зелений як знак відмінності.

### Розробка вакцини та попередні ринкові зобов'язання
Попередні ринкові зобов'язання мають на меті подолати неспроможність ринку шляхом попередньої обіцянки, що якщо буде розроблено вакцину для певного захворювання, яка відповідає певним специфікаціям, донори купуватимуть певну кількість доз. GAVI прагне розробити свої попередні ринкові зобов'язання таким чином, щоб заохочувати конкурентний ринок. GAVI досяг особливого успіху у сприянні поширенню нових вакцин.

### Програми вакцинації
Вакцина проти вірусу папіломи людини
Вакцина проти поліомієліту
Вакцина проти японського енцефаліту
Вакцина проти менінгококової інфекції (вакцина проти менінгіту А)
Вакцина проти кору та краснухи
Вакцина проти пневмококової інфекції
Вакцина проти тифу
Вакцини проти холери
Ротавірусна вакцина
Вакцина проти жовтої гарячки
П'ятивалентна вакцина (дифтерія, правець, кашлюк, Вакцина проти гемофільної інфекції типу b, гепатит B)
Вакцина проти гарячки Ебола
Основною метою GAVI є програми вакцинації. GAVI був основним донором, який фінансував вакцинацію в країнах із низьким і середнім рівнем доходу.
У 2012 році в першому звіті організації «Лікарі без кордонів» (MSF) «Правильний постріл» критикували GAVI за те, що він зосередився на фінансуванні дорогих нових вакцин і нехтував наданням дітям недорогих вакцин, випущені раніше. «Двадцять відсотків дітей у світі не отримують навіть базових вакцин», — сказав радник «Лікарів без кордонів» з політики щодо вакцин. «Лікарі без кордонів» розкритикувала Глобальний план дій із вакцинації (GVAP), глобальну співпрацю ВООЗ, лідером якої названо GAVI, як недосконалий через неспроможність допомогти цим 20 %, тобто приблизно 19 мільйонам дітей.

#### Вакцина проти пневмококу
У 2011 році «Лікарі без кордонів» (MSF) рекомендували GAVI змінити способи закупівлі вакцин. Вони розкритикували ринкове зобов'язання щодо вакцини проти пневмококової інфекції, стверджуючи, що GlaxoSmithKline (GSK) і Pfizer функціонально отримували субсидію, а також оплату за одиницю постачань доз вакцини проти пневмококу, що організація вважала «корпоративним добробутом, який є скандально дорогим для донорів і платників податків» (натомість компанії зобов'язалися продавати щонайменше 30 мільйонів доз щорічно протягом 10 років). «Лікарі без кордонів» стверджувала, що передові ринкові зобов'язання передали GSK і «Pfizer» набагато більше грошей, ніж гранти GAVI передали недорогим постачальникам для передачі технологій і розробки продуктів. Організація повідомила, що великі фармацевтичні транснаціональні компанії встановлюють дуже високі націнки на ціни, а міжнародну сертифіковану вакцину можна було б виготовити меншими компаніями в Індії та Китаї приблизно на 40 % дешевше, незважаючи на перешкоди, пов'язані з патентами. Подвійна монополія допускала цінову дискримінацію; окрім встановлення дещо вищих цін для GAVI, компанії встановлювали недоступні ціни (приблизно в 10 разів вище ціни GAVI) для країн із середнім рівнем доходу, надто багатих для допомоги від GAVI. «Лікарі без кордонів» також підкреслила успіх програми адаптованих вакцин, яка робить вакцини легшими для доставки у віддалені райони (немає потреби в ланцюжку постачання з контрольованою температурою, слабші вікові обмеження, менше щеплень, нижчі ціни тощо). Вони рекомендували GAVI витрачати більше грошей на адаптовані вакцини та на сприяння конкуренції, а також менше субсидувати великі фармацевтичні компанії. GAVI відповіла у квітні 2020 року, погодившись із цілями «Лікарів без кордонів», але висловивши жаль з приводу того, що організація обговорювала це питання публічно, а також через тісні зв'язки з GAVI. У GAVI заявили, що низькі ціни вимагають великих, стабільних угод з великими обсягами, а також «ретельного розгляду та підтримки ключових зацікавлених сторін».
У січні 2015 року «Лікарі без кордонів» також закликала GSK і Pfizer знизити ціну на пневмококову вакцину до 5 доларів США на дитину в країнах, що розвиваються, ціну, яку вони оцінили як конкурентоспроможну. 27 січня вони відповіли на зобов'язання «Pfizer» знизити ціни на 6 % до 10 доларів за дитину. Організація сказала, що GSK і «Pfizer» отримуватимуть 21 долар на дитину, якщо включити субсидії GAVI, і ця зміна не значно підвищить доступність для країн із середнім рівнем достатку, надто багатих для допомоги GAVI, але надто бідних, щоб дозволити собі вакцину. Організація сказала, що, оскільки компанія «Pfizer» отримала 16 мільярдів доларів прибутку від пневмококової вакцини за останні 4 роки, більш значне зниження ціни було б прийнятним. На початку 2016 року вони провели кампанію «Чесний удар», щоб натиснути на GSK і «Pfizer», щоб вони знизили ціни. «Pfizer» заявила, що компанія вже продає вакцину за «набагато нижчою» ціною, тоді як GSK заявила, що ціна дозволила компанії «приблизно» покрити свої витрати, і «подальша знижка на неї поставила б під загрозу нашу здатність постачати вакцину в ці країни в довгостроковій перспективі».
Білл Гейтс відповів «Лікарям без кордонів», сказавши: «Я думаю, що є організація, яка чудова в усіх інших аспектах, але кожного разу, коли ми збираємо гроші, щоб врятувати життя бідних дітей, вони публікують прес-реліз, у якому сказано, що ціна цих речей має бути нульовою». Він також сказав, що критика ціноутворення фармацевтичних компаній завадила їм інвестувати в ліки для країн, що розвиваються, і сказав, що натомість фармацевтичні компанії слід похвалити за цінову дискримінацію: «Ми отримуємо чудову ціну на ці речі, тобто багаторівневе ціноутворення… І так нам вдається вдвічі скоротити дитячу смертність». Він також виступав за вдосконалення низькотемпературних ланцюгів постачання (так званих холодових ланцюгів) у країнах, що розвиваються.
У серпні 2019 року організація «Лікарі без кордонів» звернулася до GAVI з проханням припинити надання субсидій на передові ринкові зобов'язання компаніям GSK і «Pfizer», які вони назвали дуополістами, і натомість закупити вакцину від нового третього виробника, Інституту сироватки крові Індії, який пропонував вакцину за 2/3 від ціни, запропонована двома початковими виробниками. Оскільки пневмококова вакцина становила 40 % витрат GAVI на закупівлю вакцини, зниження ціни на 33 % заощадило б мільярдів GAVI (13 % загальних витрат на закупівлю вакцини). Пневмонія вбиває більше чверті дітей, які помирають у віці до 5 років, майже мільйон дітей щороку. «Лікарі без кордонів» заявили, що ціноутворення GSK і «Pfizer» було експлуататорським, і залишило вразливими мільйони дітей, які могли бути захищені. У грудні 2019 року вони повторили цей запит, зазначивши, що пневмококова вакцина GSK/«Pfizer» часто коштує 80 доларів США в країнах із середнім рівнем доходу, які занадто багаті для підтримки GAVI.
У січні 2020 року організація «Лікарі без кордонів» повторила заклик до GAVI закупити оптом дешевшу пневмококову вакцину та вакцинувати більше з 55 мільйонів дітей, які не отримали нею щеплення. Організація також звернулася до Всесвітньої організації охорони здоров'я, ЮНІСЕФ і Фонду Гейтса і заявили, що GAVI міг зробити більше для зниження цін на вакцину.

### Дебати щодо зміцнення систем охорони здоров'я
У 2000-х роках у GAVI була інтенсивна внутрішня дискусія щодо його ролі у вакцинації та зміцненні систем охорони здоров'я. Це було частиною ширшої дискусії в галузі охорони здоров'я щодо «вертикальних» підходів (часто орієнтованих на конкретні захворювання чи поведінку) та «горизонтальних», орієнтованих на широкі програми, такі як первинна медична допомога. У GAVI деякі стверджували, що вакцинація не може бути ефективно проведена та підтримувана без зміцнення охорони здоров'я, посилаючись на досвід програм вакцинації GAVI, де наявність персоналу, навчання, транспорту та коштів перешкоджали вакцинації та звітності щодо охоплення вакцинацією та запасів. Також були побоювання, що GAVI підриває та паралізує системи охорони здоров'я. Інші стверджували, що система охорони здоров'я відволікає увагу від одноцільної зосередженості GAVI на вакцинах, а система охорони здоров'я — туманна концепція, яку неможливо визначити та кількісно встановити.
Основні донори GAVI Норвегія та Велика Британія підтримали зміцнення систем охорони здоров'я; USAID і Фонд Білла і Мелінди Гейтс (і Білл Гейтс особисто) виступили проти. Більшість експертів з вакцин віддавали перевагу технологічним підходам, а не зміцненні систем охорони здоров'я. Представники фармацевтичної промисловості підтримали зміцнення систем охорони здоров'я, можливо, тому, що вважали це ключовим фактором стійких ринків для своєї продукції. У 2005 році невелика кількість голосів змусила GAVI підтримати мету зміцнення систем охорони здоров'я. До чверті фінансування GAVI було спрямовано на «зміцнення потенціалу інтегрованих систем охорони здоров'я для забезпечення імунізації», на практиці це близько 10 %. Після 2010 року це фінансування проходило через спільне підприємство «Health Systems Funding Platform». Фінансування GAVI для цієї платформи було обумовлено відповідністю платформи цілям охоплення вакцинацією.
Станом на середину 2010-х років мало хто в GAVI працював над зміцненням систем охорони здоров'я, більшість колишніх прихильників зміцнення систем охорони здоров'я пішли з організації, а частина співробітників GAVI відкинули зміцнення систем охорони здоров'я як піар, щоб отримати підтримку донорів, які є прихильниками зміцнення систем охорони здоров'я, і протистояти критиці, що GAVI шкодить системам охороні здоров'я. Така критика, як правило, не була внутрішньою темою GAVI; відсутність внутрішньої взаємодії з проблемою була піддана критиці. Розбіжності були досить гострими; коли Білл Гейтс відвідував штаб-квартиру GAVI, співробітники ховали плакати, пов'язані зі зміцненням систем охорони здоров'я, щоб йому не нагадували про цей аспект роботи GAVI. Ходили чутки, що Джуліан Лоб-Левітт, який був генеральним директором GAVI між 2004 і 2010 роками, залишив посаду через конфлікти навколо своєї підтримки зміцнення систем охорони здоров'я. Генеральним директором GAVI з 2011 року, станом на 2020 рік, був Сет Берклі.
Стверджувалося, що витрати GAVI на зміцнення систем охорони здоров'я на початку 2010-х пішли на вибіркові втручання, пов'язані з конкретними захворюваннями, перекладених на конкретну систему охорони здоров'я. Підтримка зміцнення систем охорони здоров'я в GAVI у цей час, як правило, зосереджувалася на підтримці посилення імунізації, особливо на створенні холодових ланцюгів. GAVI вимірював системи охорони здоров'я, використовуючи охоплення вакцинацією як єдиний показник. Він встановив показники звітності, які вимагалися від одержувачів його фінансування; країнам не дозволялося використовувати аналогічні показники, які вони вже зібрали; це було критикувалось за те, що він створює важкий бухгалтерський тягар і відволікає увагу від цілей місцевого населення. Представники національного уряду входили до правління, але мали незначний вплив; один європейський представник описав навколишнє середовище в альянсі в середині 2010-х років як «дуже лякаюче».
Аналіз розподілу фінансування у 2016 році вибірки грантів GAVI виявив, що трохи більше половини грошей пішло на закупівлю ліків, обладнання, витратних матеріалів та обладнання (і 3 % на премії та заохочувальні виплати). Це короткострокове фінансування, яке ВООЗ не розглядає як зміцнення систем охорони здоров'я. Ці частки були вищими в менш розвинених системах охорони здоров'я. Не було витрат на оперативні дослідження, покращення використання наявних ресурсів або розробку національної політики щодо ліків і вакцин. У деяких грантах кошти на зміцнення систем охорони здоров'я були здебільшого витрачені на повсякденні операційні витрати, без плану виходу для фінансування. Згодом GAVI (до 2018 року) переорієнтував допомогу на зміцнення систем охорони здоров'я, щоб більше зосередитися на стійкості та принципах Паризької декларації щодо ефективності допомоги.

### Формування ринку
У 2011 році GAVI додав до своїх стратегічних цілей «сформувати ринок вакцин та інших товарів для імунізації».

#### П'ятивалентна вакцина
GAVI витратив 15 років (2005—2020) на програму формування ринку п'ятивалентних вакцин, щоб він став більш стабільним і конкурентоспроможним. Ціна на вакцину впала із зростанням конкуренції, а цінова дискримінація зменшилася. Чи досяг GAVI кількісних цілей, мало оцінюватися в 2020 році.

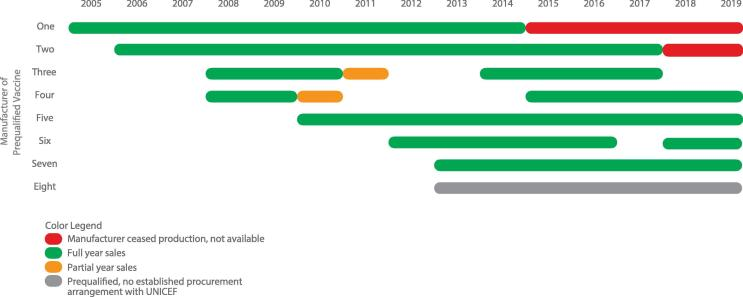
Зросла кількість виробників, які виготовляють сертифіковану п’ятивалентну вакцину, що зробило ринок більш конкурентним. Графік GAVI; виробники не називаються.
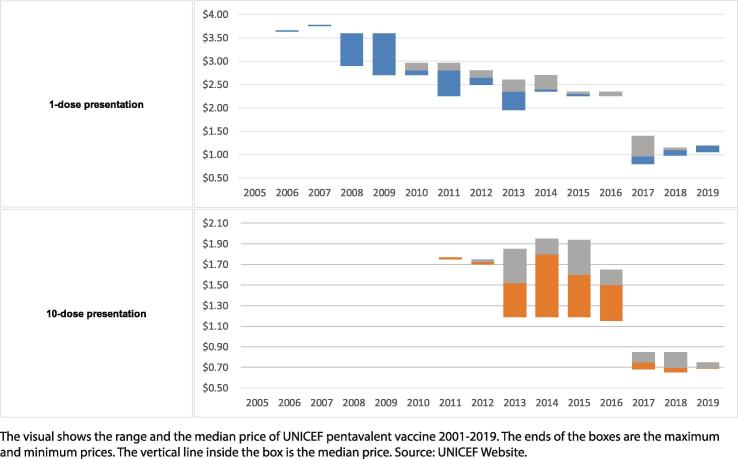
Ціни на всі п’ятивалентні вакцини впали, і цінова дискримінація майже зникла. Графік GAVI; Ціни поза ЮНІСЕФ не показані

### Пандемія COVID-19
У квітні 2020 року генеральний директор GAVI Сет Берклі прокоментував, що пандемія COVID-19 потребує глобальних заходів, за допомогою яких найкращі глобальні засоби для окремих частин процесів повинні бути інтегровані в глобальний процес. Він висловив надію, що країни G20 повинні працювати разом із бюджетом у десятки мільярдів доларів, і що окремі країни мають бути готові до того, що готові вакцини розподілятимуться відповідно до найбільших потреб.
У вересні 2020 року GAVI було оголошено однією з організацій, що керує планом розподілу вакцин COVAX, створеним для забезпечення того, щоб будь-яка нова вакцина проти COVID-19 розподілялася порівну між найбагатшими та найбіднішими країнами світу.
Наступного місяця GAVI оголосив про схвалення до 150 мільйонів доларів США для допомоги 92 країнам із низьким і середнім рівнем доходів у підготовці до постачання майбутніх вакцин проти COVID-19, включаючи технічну допомогу та обладнання холодового ланцюга.
У січні 2021 року Сет Берклі оголосив, що GAVI сподівається доставити від 145 до 150 мільйонів доз вакцин проти COVID-19 у першому кварталі 2021 року та 500 мільйонів доз у другому кварталі, а потім 1,5 мільярда у другій половині року.
У січні 2022 року «Washington Post» повідомила, що після 309 мільйонів доз вакцини проти коронавірусу, поставлених у грудні 2021 року, COVAX поставив приблизно 910 мільйонів доз у 2021 році.

## Нагороди
GAVI був нагороджений нагородою «Lasker-Bloomberg Public Service Award 2019» за «забезпечення постійного доступу до дитячих вакцин по всьому світу, таким чином врятувавши мільйони життів, і за підкреслення сили імунізації для запобігання хворобам».
GAVI був номінований на Нобелівську премію миру 2021 року норвезьким депутатом Карлом-Еріком Грімстадом.
У 2022 році GAVI був нагороджений Премією миру Сунхак за сприяння справедливості щодо вакцин на передньому краї COVID-19 шляхом керівництва COVAX та покращення загального здоров'я людства шляхом розширення доступу до вакцин для дітей у вразливих країнах.